# Холодная деформация
Холодная деформация — обработка металла давлением, осуществляемая при комнатной или незначительно отличающейся от неё температуре.
Характеризуется изменением формы отдельно взятого зерна[чего?]. Зерна вытягиваются в направлении течения металла, образуя строчечную микроструктуру. При холодной деформации формоизменение сопровождается изменением механических и физико-механических свойств металла, по мере увеличения степени деформации возрастают характеристики прочности, а характеристики пластичности снижаются, также повышается удельное сопротивление.